# Las Jarillas
Las Jarillas är en ort i Mexiko, tillhörande kommunen Calimaya i delstaten Mexiko, i den centrala delen av landet. Orten hade 742 invånare vid folkräkningen 2010.